# にんきものの本シリーズ
『にんきものの本シリーズ』は、森絵都作の児童文学シリーズ。挿絵は全巻とも武田美穂が担当している。

## 概要
ある小学校の児童1人1人にスポットを当て、「人気者」という言葉に関するその児童の気持ち・悩みを描くシリーズ。1998年に男子児童を主人公とした本が、2001年に女子児童を主人公とした本が、各2巻ずつ発売されている。同じ学級を舞台としているため、各巻の登場人物と内容はそれぞれリンクしている。

## シリーズ作品
1. 1998年 – にんきもののひけつ ISBN 4494013315
2. 1998年 – にんきもののねがい ISBN 4494013323
3. 2001年 – にんきものをめざせ! ISBN 4494013331
4. 2001年 – にんきもののはつこい ISBN 449401334X

## 主な登場人物
ふじしろ けいた
第1巻の主人公で、全巻に登場している。バレンタインデーにチョコを1つ（しかも義理）しか貰えなかったことで、27個も貰ったこまつなおはるの人気の秘密を研究しようとする。勉強も運動も苦手で足も短く、体型も太目だが、動物には優しく、人の頼みは断れないお人良し。こまつと交代する形で学級委員となる。「けい」「ちょろた」「めでか」「ゼロテンマン」など、無数のあだ名を持っている。
こまつ なおはる
第2巻の主人公で、全巻に登場している。勉強も運動も得意な優等生だが、なぜか掃除はいい加減に行う。顔もハンサムでクラス1の人気者だが、保育園の頃から誰からもあだ名で呼ばれたことがなく、孤独感を覚えていた。
やべ かなえ
第3巻の主人公で、全巻に登場している。気が強くいつも元気に振舞っているが、実は密かに悩み苦しむ性格。時々ポエムも書いている。どこまでも人の良いけいたに好意を抱き、バレンタインにチョコを渡すが…。
きさらぎ まいこ
第4巻の主人公。第1・2巻には登場しない。幼い頃、父親が愛人を作って家を出て行ったという経験を持ち、魔性の女になって大勢の男を侍らせたいという野望を抱いていた。男にもてるための努力は惜しまない。その結果、クラスの男子中の人気者にして女子中の嫌われ者となっていた。恋愛というものには一切価値を認めない性格であったが…。